# Ђустинијано (Козенца)
Ђустинијано је насеље у Италији у округу Козенца, региону Калабрија.
Према процени из 2011. у насељу је живело 26 становника. Насеље се налази на надморској висини од 128 м.